# Morand
Morand település Franciaországban, Indre-et-Loire megyében. Lakosainak száma 348 fő (2022. január 1.). Morand Autrèche, Auzouer-en-Touraine, Dame-Marie-les-Bois, Saint-Cyr-du-Gault, Saint-Nicolas-des-Motets és Saunay községekkel határos.

## Népesség
A település népességének változása:
| Lakosok száma | 237  | 218  | 242  | 280  | 353  | 358  | 347  | 343  | 349  | 348  |
|               | 1968 | 1982 | 1990 | 2006 | 2013 | 2015 | 2017 | 2019 | 2020 | 2022 |